# Gloria (canción de Umberto Tozzi)
Para la versión de Laura Branigan, véase Gloria (versión de Laura Branigan)
«Gloria» es una canción pop escrita y compuesta en italiano por Umberto Tozzi y Giancarlo Bigazzi, y traducida por primera vez al inglés por Jonathan King. Una versión de 1982 interpretada por la cantante estadounidense Laura Branigan, con una letra en inglés diferente, alcanzó el número dos en el Billboard Hot 100 de Estados Unidos y ha sido certificada como disco de platino por la Asociación de la Industria Discográfica de América (RIAA).

## Antecedentes
Umberto Tozzi grabó por primera vez «Gloria» en 1979, utilizando la palabra «Gloria» y un fragmento de una melodía cantada con esa palabra tomada de la Misa solemne de Ludwig van Beethoven. La canción de amor se mantuvo cuatro semanas en el número uno tanto en Suiza como—en una versión traducida—en España. Ese mismo año, la «Gloria» de Tozzi alcanzó el número cuatro en Austria, el número cinco en Bélgica, el número ocho en Alemania Occidental y el número 29 en los Países Bajos.
En Hispanoamérica se estrenó un año después en 1980, ese mismo año en diferentes países de la región también ocupó los primeros lugares de las listas radiales.  
En 2011, la canción fue actualizada con una serie de nuevos mixes de house a cargo de Alex Gaudino y Jason Rooney. El videoclip está protagonizado por Umberto y Natasha Tozzi.
La versión original de «Gloria» de Tozzi apareció en las bandas sonoras de las películas de 2013 El lobo de Wall Street y Gloria. También fue reproducida durante el Desfile de Naciones en la ceremonia de apertura de la Universiada de Verano 2019, cuando Italia, país anfitrión en ese momento, hizo su entrada en el escenario.

## Lista de canciones
| Sencillo de 7 pulgadas |               |          |  |
| N.º                    | Título        | Duración |  |
| 1.                     | «Gloria»      | 4:25     |  |
| 2.                     | «Aria di lei» | 4:10     |  |

| Sencillo de 12 pulgadas |                                     |          |  |
| N.º                     | Título                              | Duración |  |
| 1.                      | «Gloria» (Disco mix de 12 pulgadas) | 7:05     |  |
| 2.                      | «Mama»                              | 5:07     |  |

| Sencillo de 12 pulgadas |                                |          |  |
| N.º                     | Título                         | Duración |  |
| 1.                      | «Gloria» (Versión en inglés)   | 6:30     |  |
| 2.                      | «Gloria» (Versión en italiano) | 4:25     |  |
| 3.                      | «Aria di lei»                  | 4:10     |  |

| Sencillo en CD |                                             |          |  |
| N.º            | Título                                      | Duración |  |
| 1.             | «Gloria» (Versión de 2001)                  | 4:57     |  |
| 2.             | «Gloria» (Edición de radio de Remixland)    | 4:25     |  |
| 3.             | «Gloria» (Remixland ampliado)               | 5:39     |  |
| 4.             | «Gloria» (La Fabrique Du Sons remezcla dub) | 6:03     |  |
| 5.             | «Gloria» (Versión original)                 | 4:55     |  |

| Descarga digital |                                                        |          |  |
| N.º              | Título                                                 | Duración |  |
| 1.               | «Gloria 2011» (Club edit)                              | 4:09     |  |
| 2.               | «Gloria 2011» (Sorrentino & Zara Italian radio mix)    | 4:25     |  |
| 3.               | «Gloria 2011» (Sorrentino & Zara English radio mix)    | 4:25     |  |
| 4.               | «Gloria 2011» (Club mix)                               | 7:13     |  |
| 5.               | «Gloria 2011» (Sorrentino & Zara Italian extended mix) | 6:12     |  |
| 6.               | «Gloria 2011» (Sorrentino & Zara English extended mix) | 6:27     |  |

## Posicionamiento en listas
| Listas (1979–1980)                               | Mejor posición |
| ------------------------------------------------ | -------------- |
| Australia (Kent Music Report)                    | 46             |
| Austria (Ö3 Austria Top 40)                      | 4              |
| Bélgica (Flandes) (Ultratop 50)                  | 5              |
| Italia (Musica e dischi)                         | 2              |
| Países Bajos (Dutch Top 40)                      | 21             |
| Países Bajos (Mega Single Top 100)               | 29             |
| Sudáfrica (Springbok Radio)                      | 7              |
| España (AFYVE)                                   | 1              |
| Suiza (Schweizer Hitparade)                      | 1              |
| Alemania Occidental (Offizielle Deutsche Charts) | 8              |

| Listas (1979)                      | Posición |
| ---------------------------------- | -------- |
| Austria (Ö3 Austria Top 40)        | 17       |
| Bélgica (Ultratop 50 Flanders)     | 40       |
| Suecia (Schweizer Hitparade)       | 4        |
| Australia (Official German Charts) | 36       |